# Paul Moeller (Baumeister)
Paul Moeller (* 19. Juli 1855 in Schwerin; † nach 1918) war ein deutscher Wasserbauingenieur und Baubeamter der Kaiserlichen Marine.

## Leben
Paul Moeller wurde 1855 in der Hauptstadt des Herzogtums Mecklenburg-Schwerin geboren „[...] als Sohn des Eisenbahnkontrolleurs Ernst Moeller“. In Schwerin und in Malchin durchlief er seine Schulausbildung, bevor er im Jahr 1875 am Schweriner Gymnasium sein Abitur ablegte. Im Anschluss leistete er Wehrdienst als Einjährig-Freiwilliger beim Holsteinischen Feldartillerie-Regiment Nr. 24.
Ab Herbst 1876 studierte Paul Moeller an der Technischen Hochschule Hannover. Er legte das erste Staatsexamen ab und begann ein Referendariat zum Einstieg in die Baubeamten-Laufbahn; in dieser Zeit wirkte er als Bauführer bei mehreren Großprojekten mit, darunter beim Bau der Weserbrücke in Hoya.
1886 bestand Paul Moeller das zweite Staatsexamen und wurde zum Regierungsbaumeister (Assessor in der öffentlichen Bauverwaltung) ernannt. Anschließend wurde er beim  Bau des Kaiser-Wilhelm-Kanals eingesetzt. Hier war er insbesondere am Bau der Schleuse in Holtenau und dem weiteren Ausbau des Kanals beteiligt. Zwischen Moeller und seinem damaligen Vorgesetzten Ludwig Brennecke entwickelte sich eine andauernde Freundschaft. Nachdem Brennecke zur Verwaltung der Reichsmarine übergetreten war, folgte ihm Moeller dorthin im Jahr 1892.
1893 erbat Moeller in Kiel seine Entlassung aus dem preußischen Staatsdienst, um noch im selben Jahr in den Staatsdienst bei der Kaiserlichen Marine wechseln zu können, wo er zum „etatmäßigen Marine-Hafenbaumeister“ ernannt und zum 1. Mai des Jahres zur Kaiserlichen Werft Wilhelmshaven versetzt wurde.

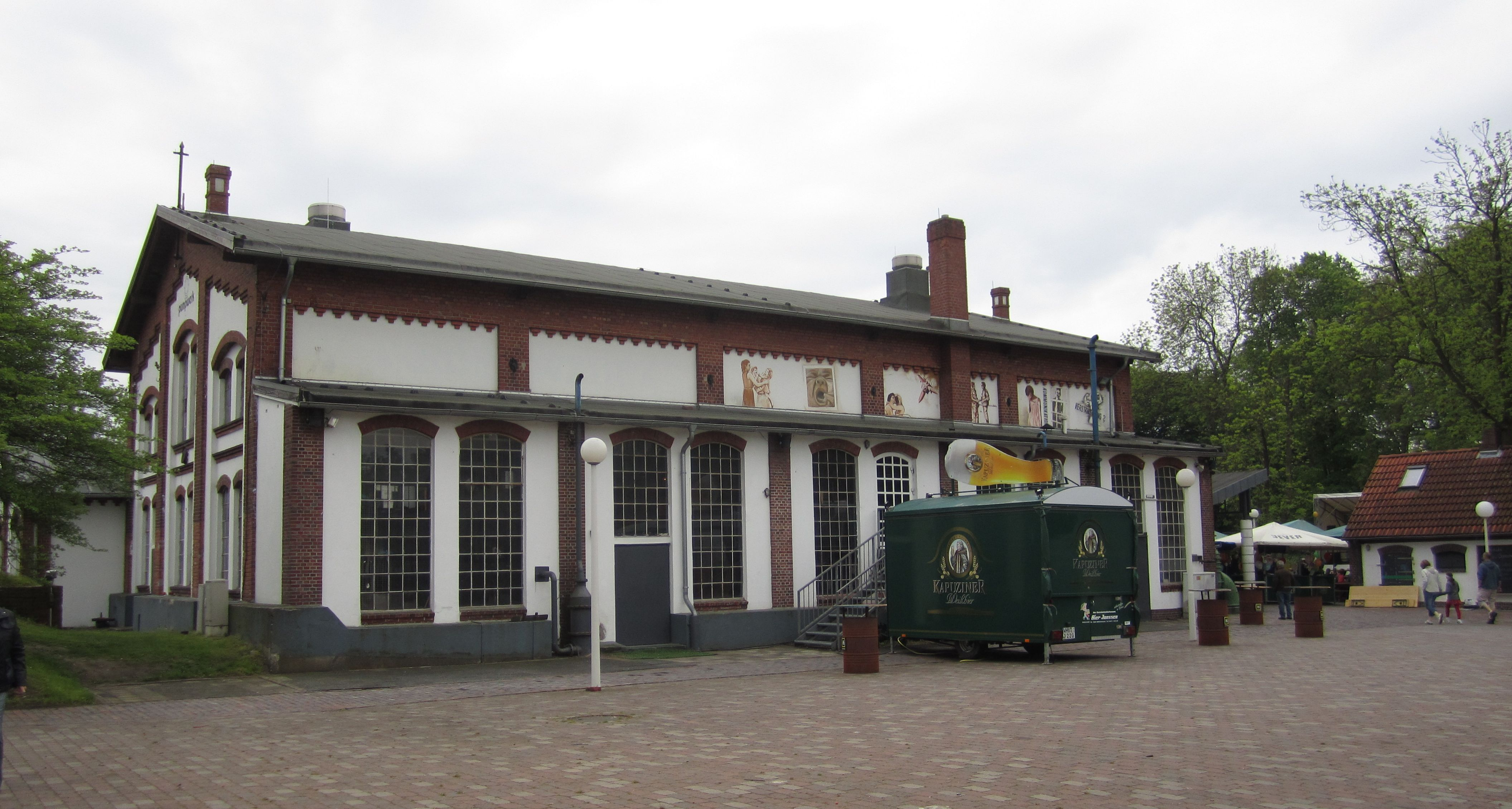
Pumpwerk Süd in Wilhelmshaven

1903 war Moeller als Marine-Hafenbaumeister auf der Kaiserlichen Werft Kiel tätig und bekam den preußischen Roten Adlerorden IV. Klasse verliehen. Bald darauf kehrte er nach Wilhelmshaven zurück, wo er zum Marine-Hafenbaudirektor befördert wurde. Dort war er am 1907 fertiggestellten Neubau des Pumpwerks Süd auf dem Gebiet der damals noch nicht zu Wilhelmshaven gehörenden Gemeinde Bant beteiligt war, das zum 3. Bauabschnitt der Hafenanlagen (1900–1918) zählte und 1975 zum  Kulturzentrum Pumpwerk umgenutzt wurde.
Im Jahr 1911 wurde Moeller das Ehrenoffizierkreuz des großherzoglich oldenburgischen Haus- und Verdienst-Ordens verliehen. (Wilhelmshaven war eine preußische Enklave im Staatsgebiet des Großherzogtums Oldenburg, der Marinehafen hatte Bedeutung für die Entwicklung der Wirtschaft und der Infrastruktur des Großherzogtums.) Ihm wurde später der Ehrentitel eines Geheimen Marinebaurats verliehen, mit dem er 1919 in den Ruhestand versetzt wurde.